# Крутец (Александровский район)
Крутец — деревня в Александровском районе Владимирской области, входит в состав Андреевского сельского поселения.

## География
Деревня расположена на берегу реки Серой в 3 км к юго-востоку от Александрова. К юго-востоку от деревни пролегает лыжная трасса.
В 2009 году четырем улицам деревни были даны названия: Успенская (главная, она же самая старая улица), Заречная, Московская и Сосновая.

## История

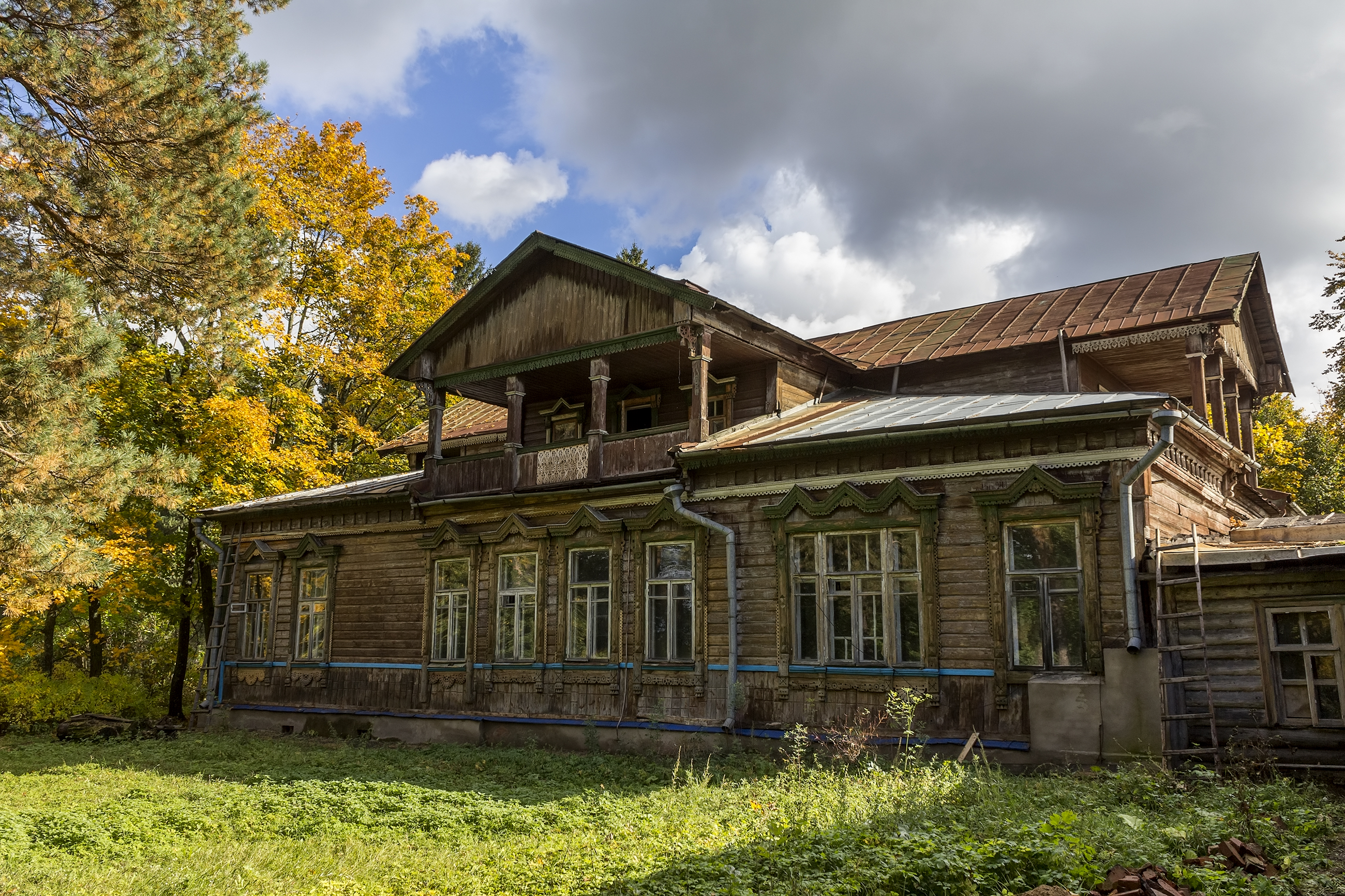
Главный дом усадьбы Бутурлиных-Зубовых. 2012

В XVII столетии село Крутец было вотчиной Василия Бутурлина, во владении этого рода оно оставалось до 1870-х годов, а затем перешло к купцу Зубову. В XVIII столетии с 1727 по 1738 год здесь жил в ссылке один из любимых птенцов Петра Великого генерал-аншеф Иван Бутурлин, в этом изгнании навещала его цесаревна Елизавета Петровна, во время своих приездов в Александрову слободу. Основателем первой церкви в Крутце был Андрей Бутурлин, по прозвищу Кривой, это видно из надписи на сохранившемся древнем храмозданном кресте 1674 года. Но завершить начатое дело, освятить новопостроенную церковь во имя Успения Пресвятой Богородицы, пришлось уже его сыну Ивану Бутурлину в 1676 году.
В 1844 году в селе была построена деревянная церковь на каменном фундаменте с колокольней. В 1891 году пристроен к церкви деревянный придел. Престол в церкви был один в память Успения Пресвятой Богородицы. Приход состоял из села Крутца и деревни Ведевой. В приходе имелась школа грамоты, учащихся в 1892/93 году было 12. В годы советской власти эта церковь была утрачена.
В 1905 году в селе Крутец числилось 19 дворов.
По данным на 1895 год, в селе ежегодно проводилось две однодневные ярмарки: Крещенская — 6 января и Постная — 29 августа. Товары, доставляемые на ярмарку: мука, крупа, соль, постное масло, мёд, мясо, деревянная посуда, железные изделия, сукно, ситец и прочее. Доход торговцев за ярмарочный день Крещенской ярмарки составлял около 3100 рублей, Постной — около 1170 рублей.
В 2010 году в селе была построена новая деревянная церковь Успения Пресвятой Богородицы.
В апреле 2011 года в деревне насчитывалось 104 двора.

## Население
| 1859 | 1905 | 1926 | 2002 | 2010 | 2021 |
| ---- | ---- | ---- | ---- | ---- | ---- |
| 126  | ↘109 | ↗138 | ↘22  | ↗61  | ↗91  |

## Достопримечательности
В деревне находятся памятник истории и культуры Владимирской области — усадьба Зубовых-Бутурлиных XVII—XIX веков, деревянный храм Успения Пресвятой Богородицы (заложен в 2007 году, освящён в 2010 году), могила Сергея Нилуса.